# 王珣 (元)
王 珣（おう しゅん、1177年 - 1224年）は、モンゴル帝国に仕えた契丹人の一人。字は君宝。当初は金朝に仕えていたが、金末の混乱期に自立し、後にモンゴル帝国に降った。本拠地のある遼西地方の平定に貢献したことで知られる。

## 概要
王珣の祖先は元々遼（契丹国）を建国した耶律氏の出であった。しかし、王珣の祖父の耶律成は金朝の正隆年間末（1160年代初）、契丹人の窩斡が反乱を起こした際に遼西に移住し、王姓に改姓して義州開義県を本籍とした。王珣の実父は王伯俊といったが、伯父の王伯亨に息子がいなかったことから王珣はその養子となった。
王珣は武勇に長け、特に撃鞠（打毬）を得意とした。30歳過ぎのころ、王珣は道士に「君の相貌は甚だ奇である。いつか青い馬によって貴人となるであろう」と言われた。王珣は当初これを信じなかったものの、数年後とある客が青い馬を導してきた時に道士の言葉通りであるとして倍の値段で買い求め、以後青馬に乗って武勲を重ねたという。また、凌水浜で得た古刀には「挙無不克、動必成功」という銘を入れて常に持ち歩き、勝利を重ねたという。
金末、モンゴルの侵攻によって金朝の支配が揺らいだ華北各地で豪強（後の漢人世侯）が並び立つと、王珣もまた親族や郷里の者を集めて自立し、その勢力は10万余りを数えた。1215年（乙亥）、モンゴル左翼軍を率いるムカリがやってくるとこれに降り、義州・川州の領有を認められた。1216年（丙子）春には張致が錦州を領して楊伯傑と結び、楊伯傑は義州を攻めたが王珣はこれを撃退した。張致の兄の子が1千騎を率いて攻めてきたときには、王珣はわずか18騎を選んで出陣し、敵兵の槍に傷つけられたもののこれを破って多くの馬を得た。
その後、ムカリの興中包囲に協力するために王珣が本拠を離れると、張致がその隙をついて王珣の家を襲いその家族を皆殺しとした。興中の平定後、帰る場所を失った王珣に対してムカリは自らの軍にとどまるよう勧め、また王珣の息子の王栄祖を使者としてチンギス・カンの下に派遣させた。王栄祖の報告を聞いたチンギス・カンは逆党（張致ら）が平らげられた暁にはその一族・城邑・人民はすべて王珣に授け、徭役も5年免除しようと述べた。チンギス・カンの言葉通り、ムカリは軍を開義に進めて楊伯傑を捕らえ殺し、さらに錦州に進むと張致の部将の高益が裏切って張致の一族を捕らえ投降した。ムカリはチンギス・カンの言葉通り楊伯傑・張致配下の城邑・人民を王珣に授けたが、王珣は張致のみを殺して他はすべて許し、ようやく義州に帰還することができたという。
1217年（丁丑）には王珣自らチンギス・カンの下を訪れ、チンギス・カンはその功績を嘉しての地位を授けた。王珣は色黒だったことから、モンゴル語でカラ（Qara、「黒」を意味する）元帥と呼ばれたという。1224年（甲申）正月に48歳で亡くなり、その地位は息子の王栄祖が継いだ。